# رافائل مسی بولی
رافائل مسی بولی (انگلیسی: Raphaël Messi Bouli؛ زادهٔ ۲۸ آوریل ۱۹۹۲) بازیکن فوتبال اهل کامرون است.
وی همچنین در تیم ملی فوتبال کامرون بازی کرده‌است.